# Studio Puyukai
Studio Puyukai (スタジオぷYUKAI?, Sutaijo Puyukai) è uno studio di animazione giapponese specializzato in anime in stile chibi.

## Lavori

### Serie TV
- Overlord: Ple Ple Pleiades (2015-2018)
- Isekai Quartet (2019-2020)[1]

### OAV
- Boku, Otaryman. (2010)
- Spelunker-sensei (2011)
- Macross Delta: Delta Shougekijou (2016-2017)
- Kaiju Girls (2016)[2]
- Overlord: Ple Ple Pleiades - Nazarick Saidai no Kiki (2016)[3]
- Kaiju Girls 2 (2018)[4]

### ONA
- Agukaru: Agriculture Angel Barak (2010-2014)
- Suisei no Gargantia (2013)
- Agukaru: Agriculture Angel Baraki - Play with Ibaraki-hen (2014-2015)
- Lord Marksman e Vanadis: Tigre e Vanadish (2014-2015)
- Re:Zero - Starting Break Time From Zero (2016)[5]
- Re:Zero Petit (2016)[6]
- Youjo Shenki (2017)
- Magical Circle Guru-Guru (2017)
- Girls' Last Class (2017)